# شتاء بركاني 536

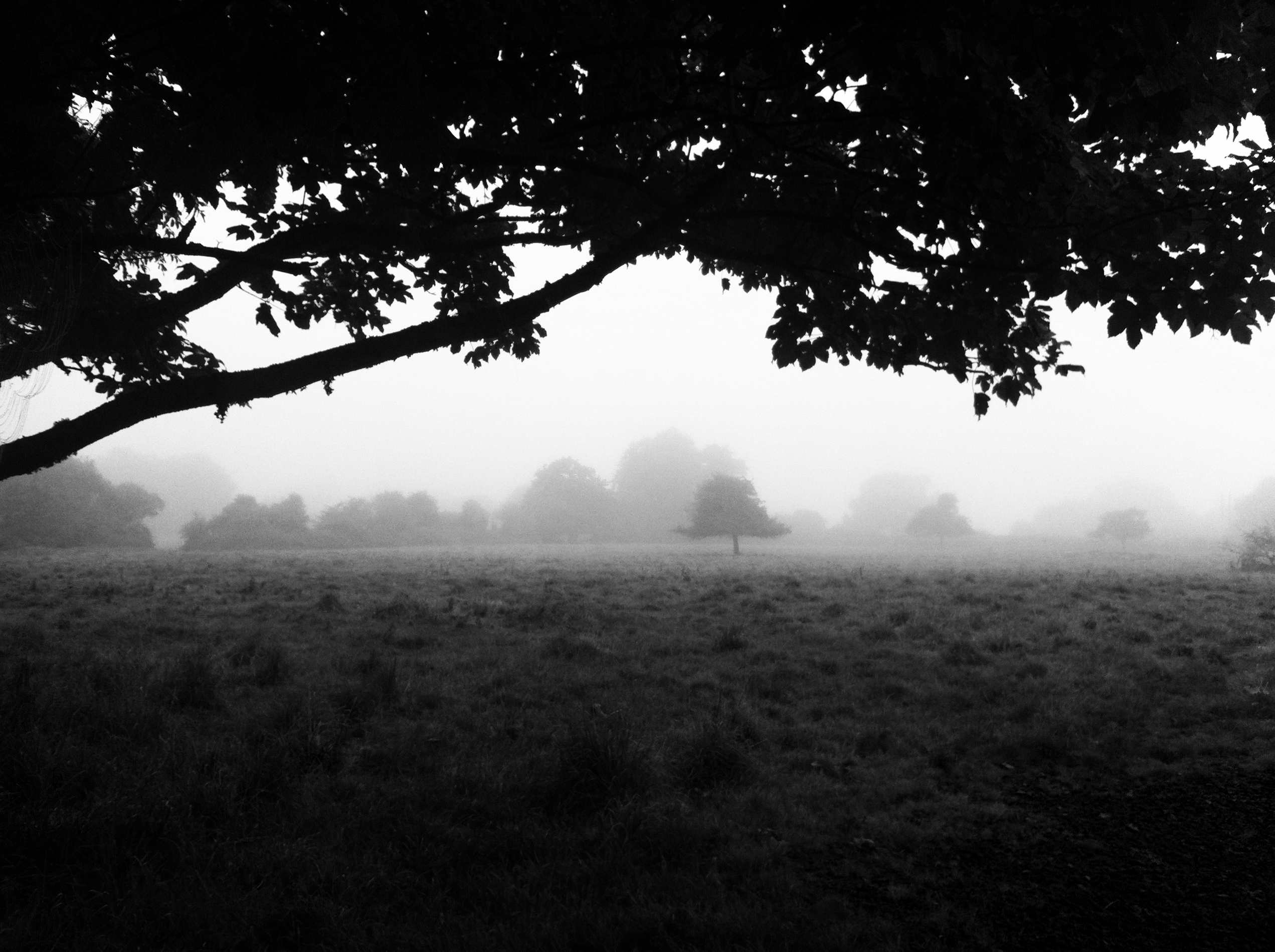

كان الشتاء البركاني 536 هو أشد فترات التبريد قصيرة المدى قسوة في نصف الكرة الشمالي خلال 2000 عام الماضية. يُعتقد أن هذا الحدث قد نتج عن غبار كثيف في الغلاف الجوي، ربما يكون ناتجًا عن ثوران بركاني كبير في المناطق الاستوائية  أو في أيسلندا. كانت آثاره واسعة الانتشار، مما تسبب في طقس غير معتاد، وفشل المحاصيل، والمجاعات في جميع أنحاء العالم.
تسببت الانفجارات البركانية المصحوبة بطاعون جستنيان عام 541، في فشل المحاصيل، والمجاعات، وملايين الوفيات وبدأ العصر الجليدي الصغير المتأخر، الذي استمر من 536 إلى 660.
كتب الباحث في العصور الوسطى مايكل ماكورميك أن عام 536 كان أسوأ عام في التاريخ: «لقد كان هذا العام بداية واحدة من أسوأ فترات الحياة، إن لم تكن الأسوأ على الإطلاق».

## أدلة موثقة
سجل المؤرخ البيزنطي بروكوبيوس عام 536 م في تقريره عن الحروب مع الفاندال: «خلال هذا العام حدث نذير مخيف للغاية. لأن الشمس أعطت نورها بدون لمعان... وبدت تشبه إلى حد بعيد الشمس في الكسوف، لأن الأشعة التي أطلقتها لم تكن صافية».
في عام 538، ذكر رجل الدولة الروماني كاسيودوروس أيضًا أن ضوء الشمس كان ضعيفًا وأن المحاصيل قد فسدت.
سجل ميخائيل السرياني (1126-1199)، بطريرك الكنيسة السريانية الأرثوذكسية، أنه في عهد جستيان الثاني، أشرقت الشمس بضعف لمدة عام ونصف.
سجلت الحوليات الأيرلندية الغيلية  ما يلي:
- «فساد خبز عام 536 م» - حوليات ألستر
- «فساد الخبز من سنوات 536-539 م» - حوليات إينيسفالين

تم الإبلاغ عن ظواهر أخرى من قبل عدد من المصادر المعاصرة المستقلة:
- درجات حرارة منخفضة، وحتى تساقط ثلوج خلال فصل الصيف (ورد تساقط الثلوج في أغسطس في الصين، مما تسبب في تأخير الحصاد هناك).[14]
- انتشار فشل المحاصيل.[15]
- «ضباب جاف كثيف» في الشرق الأوسط والصين وأوروبا.
- الجفاف في بيرو، والذي أثر على ثقافة موتشي.[16]

هناك مصادر أخرى للأدلة فيما يتعلق بهذه الفترة.

## دليل علمي
يُظهر تحليل حلقات الأشجار بواسطة عالم تحديد أعمار الأشجار مايك بيلي، من جامعة كوينز في بلفاست، نموًا طفيفًا بشكل غير طبيعي في البلوط الأيرلندي في عام 536 وانخفاض حاد آخر في عام 542، بعد التعافي الجزئي. تُظهِر نوى الجليد من جرينلاند وأنتاركتيكا دليلاً على وجود رواسب كبريتات كبيرة في حوالي 534 ± 2، وهو دليل على وجود غطاء غبار حمضي واسع النطاق.

## التفسيرات الممكنة
تم التخمين أن التغييرات كانت بسبب الرماد أو الغبار المتطاير في الهواء بعد ثوران بركان (ظاهرة تعرف باسم «الشتاء البركاني»)، أو بعد تأثير مذنب  أو نيزك. يدعم دليل وجود رواسب الكبريتات في قلب الجليد بقوة فرضية البركان؛ كان ارتفاع الكبريتات أكثر حدة من ذلك صاحب الحلقة الأقل من الانحراف المناخي في عام 1816، والمعروفة باسم «عام بلا صيف»، والتي ارتبطت بانفجار بركان جبل تامبورا في سومباوا.
في عام 1984، افترض آر بي ستوثرز أن هذا الحدث ربما كان بسبب بركان رابول في ما يعرف الآن ببريطانيا الجديدة، بالقرب من بابوا غينيا الجديدة.
في عام 1999، اقترح ديفيد كيز أن بركان كراكاتوا انفجر في ذلك الوقت وتسبب في التغييرات. يُقترح أن ثوران بركان كراكاتوا الموصوف بأنه حدث في عام 416 من قبل كتاب الملوك الجاوي حدث في 535-536، ولا يوجد دليل آخر على مثل هذا الثوران في 416. :385
في عام 2009، نشر دالاس أبوت من مرصد لامونت دوهرتي للأرض التابع لجامعة كولومبيا في نيويورك أدلة من قلب جليد جرينلاند على أن تأثيرات مذنبات متعددة تسببت في الضباب. قد تنشأ الكريات الموجودة في الجليد من حطام أرضي مقذوف في الغلاف الجوي بواسطة حدث تصادم.
في عام 2010، قدم روبرت دول وجون ساوثون وزملاؤهم أدلة تشير إلى وجود صلة بين ثوران بركان تييرا بلانكا جوفن (TBJ) لكالديرا إيلوبانغو في وسط السلفادور وحدث 536. على الرغم من أن أدلة الكربون المشع المنشورة في وقت سابق تشير إلى نطاق عمري مكون من سيغما يتراوح بين 408-536، وهو ما يتماشى مع حدث 536، فإن العلاقة بين 536 وإيلوبانغو لم يتم دراستها بشكل صريح حتى أظهر البحث الذي أجراه ستيفن كترولف وزملاؤه حول نوى الرواسب البحرية في أمريكا الوسطى والمحيط الهادئ أن اندلاع TBJ كان أكبر بكثير مما كان يعتقد سابقًا. تم قياس الكربون المشع -14 في زيادات النمو المتتالية لشجرة واحدة قُتلت بواسطة تدفق الحمم البركانية TBJ بالتفصيل باستخدام مطياف كتلة المسرع؛ دعمت النتائج تاريخ 535 باعتباره العام الذي ماتت فيه الشجرة. حجم تيفرا متحفظ لحدث TBJ ~ 84 تم حساب كم3، مما يشير إلى حدث كبير لمؤشر الانفجار البركاني 6+ وقوة 6.9. تشير النتائج إلى أن حجم اندلاع إيلوبانغو TBJ وخط العرض والعمر يتوافق مع سجلات كبريتات قلب الجليد في Larsen et al. 2008. ومع ذلك، فإن دراسة أحدث، تفحص أدلة أخرى، تؤرخ الآن اندلاعه إلى عام 431 م.
دعمت دراسة أجريت عام 2015 نظرية ثوران كبير في «535 أو أوائل 536»، مع اعتبار براكين أمريكا الشمالية مرشحًا محتملًا. كما حددت إشارات ثوران بركاني ثان في 539-540، من المحتمل أن يكون في المناطق المدارية، والذي كان من شأنه أن يحافظ على تأثيرات التبريد للثوران الأول حتى حوالي 550.
في عام 2018، اقترح باحثو جامعة هارفارد أن السبب كان ثورانًا بركانيًا في أيسلندا اندلع في أوائل عام 536. ومع ذلك، قال مؤلف الدراسة السابقة لمجلة Science أن الأدلة غير كافية لتجاهل فرضية أمريكا الشمالية.

## نتائج تاريخية
تم اقتراح حدث 536 والمجاعة التي تلت ذلك كتفسير لترسب كنوز الذهب من قبل النخب الاسكندنافية في نهاية فترة الهجرة. ربما كان الذهب تضحية لإرضاء الآلهة واستعادة ضوء الشمس. والكتاب الذي كتبه ديفيد كيز (Keys) يخمن أن حدث 536 ساهم في أحداث مختلفة، مثل ظهور طاعون جستنيان (541-549 AD)، وتراجع الأفار، هجرة القبائل المنغولية تجاه الغرب، نهاية الإمبراطورية الساسانية، وانهيار إمبراطورية جوبتا، وظهور الإسلام، وتوسع القبائل التركية، وسقوط تيوتيهواكان. في عام 2000، استفاد إنتاج تلفزيوني 3BM (لشبكة WNET والقناة الرابعة) من كتاب Keys. الفيلم الوثائقي تحت اسم كارثة! كيف تغير العالم، تم بثه في الولايات المتحدة كجزء من سلسلة PBS's Secrets of the Dead. ومع ذلك، تفتقر أفكار Keys و Wohletz إلى القبول السائد. بمراجعة كتاب كيز، علق عالم الآثار البريطاني كين دارك أن «الكثير من الأدلة الظاهرة المقدمة في الكتاب قابلة للنقاش إلى حد كبير، بناءً على مصادر ضعيفة أو ببساطة غير صحيحة. [. . . ] ومع ذلك، فإن النطاق العالمي والتأكيد على القرن السادس الميلادي كفترة تغيير واسع النطاق جديران بالملاحظة، ويحتوي الكتاب على بعض المعلومات الغامضة التي ستكون جديدة على الكثيرين. ومع ذلك، فقد فشل في توضيح أطروحته المركزية ولا يقدم تفسيرًا مقنعًا للعديد من التغييرات التي تمت مناقشتها».